# Sophia Laskaridou
Sophia Laskaridou (em grego:  Σοφία Λασκαρίδου (Atenas, 1876 - Caliteia, 13 de novembro de 1965) foi uma pintora impressionista grega, conhecida pelas paisagens gregas que pintou no início do século XX.

## Biografia
Sophia nasceu em Atenas, em 1876, em uma influente família cosmopolita grega. Seu pai, Laskaris Laskaridis, foi criado em Londres e sua mãe, Aikaterini Christomanou-Laskaridou, nasceu e se criou em Viena e foi pioneira na educação de meninas ao abrir uma escola para garotas em Atenas, em 1864. Também foi a primeira escola na Grécia a dar aulas de educação física para meninas.
Sophia começou a pintar antes de ter qualquer formação em artes. Começou com paisagens por não ter o conhecimento necessário para descrever figuras. Pintar ao ar livre era bastante incomum na Grécia da época, ainda mais para uma mulher, pois aqueles eram tempos perigosos para qualquer pessoa na rua. Entre 1897 e 1907, Sophia participou de varias exposições, incluindo uma no Zappeion e na Exposição Internacional de 1903.
De 1903 a 1907, ela estudou na Athens School of Fine Arts com professores como Konstantinos Volanakis, Georgios Roilos, Nikiforos Lytras 
e Georgios Jakobides. Foi pupila de Spyridon Vikatos. Em 1906, expôs em conjunto de Thalia Flora e em 1907 expôs solo. Em 1908, Sophia partiu para Munique com uma bolsa de estudos e de 1908 a 1916 esteve na Alemanha e na França, onde recebeu críticas positivas sobre seu trabalho. Em Paris, estudou na Académie de la Grande Chaumière e na Académie Colarossi.
Em 1916, ela voltou permanentemente para a Grécia e já era considerada uma proeminente e talentosa artista. Expôs em 1924 e 1927, vendendo várias pinturas neste período. Vários boatos corriam a respeito de sua vida pessoal. Diziam que ela teria tido um caso com Pablo Picasso e Auguste Renoir. Havia boatos de que seria bissexual, tendo se envolvido com várias mulheres pintoras em sua estada na Alemanha e na França.
Em 1955, ela publicou uma autobiografia, chamada From my diary. Memories and contemplations, que abrange sua estada na Alemanha e na França. Em 1960, publicou From my diary. Annex: A big love, onde ela descreve seu relacionamento conturbado com o poeta grego Pericles Giannopoulos, que se matou ao ser rejeitado por ela em 1900.

## Morte
Sophia morreu em 1965, em sua casa na cidade de Caliteia, na grande Atenas, aos 83 anos. A maior parte de suas telas compõem hoje coleções particulares pelo mundo e em alguns museus. Seu nome caiu no ostracismo pouco antes de morrer, tendo sido resgatado por críticos recentes.